# Lista das canções mais executadas no Brasil em 2021
Esta lista contém as cem canções mais executadas nas rádios brasileiras no ano de 2021. A lista foi publicada pela empresa Crowley Broadcast Analysis, que recolheu os dados e divulgou as faixas, de repertório nacional e internacional, mais executadas nas estações de rádio de mais de 70 cidades brasileiras durante o ano de 2021, no período de 1º de janeiro até 31 de dezembro.

## Lista

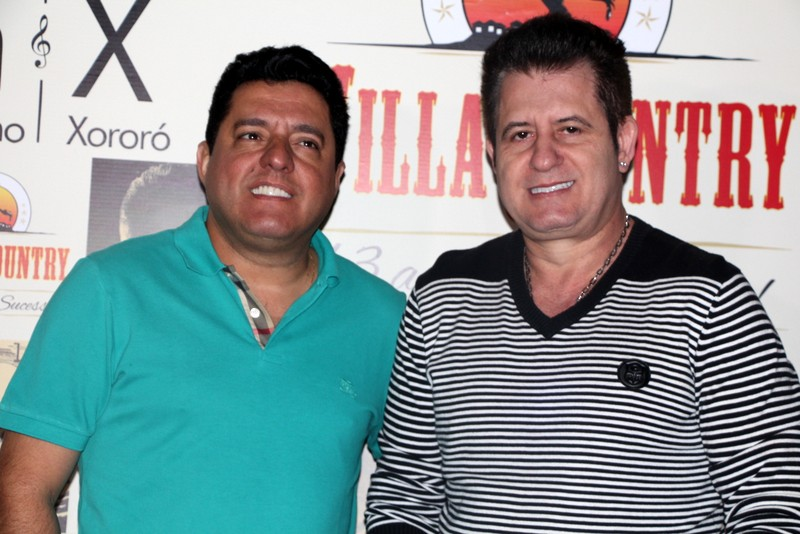
"Facas", por Diego & Victor Hugo com participação de Bruno & Marrone (na imagem), terminou como a canção mais tocada do ano nas rádios, somando um total de 74.065 execuções.

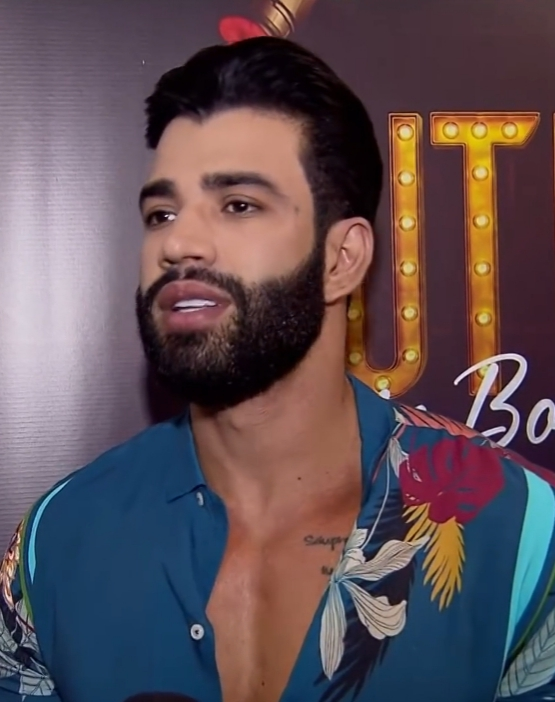
Gusttavo Lima (na imagem) obteve cinco canções entre as cem mais executadas, sendo o artista com o maior número de músicas na lista.

| Posição | Canção                                           | Artista(s)                                                      |
| ------- | ------------------------------------------------ | --------------------------------------------------------------- |
| 1       | "Facas"                                          | Diego & Victor Hugo (com participação de Bruno & Marrone)       |
| 2       | "Ficha Limpa"                                    | Gusttavo Lima                                                   |
| 3       | "Morena"                                         | Luan Santana                                                    |
| 4       | "Despedida de Casal"                             | Gustavo Mioto                                                   |
| 5       | "Batom de Cereja"                                | Israel & Rodolffo                                               |
| 6       | "Desbloqueado"                                   | Diego & Victor Hugo                                             |
| 7       | "Sigilo"                                         | Guilherme & Benuto                                              |
| 8       | "Último Beijo"                                   | Bruno & Marrone (com participação de Wesley Safadão)            |
| 9       | "Moça do Caixa"                                  | Raffa Torres                                                    |
| 10      | "Arranhão"                                       | Henrique & Juliano                                              |
| 11      | "Coração na Cama"                                | Hugo & Guilherme                                                |
| 12      | "Você Beberia ou Não Beberia?"                   | Zé Neto & Cristiano                                             |
| 13      | "Alô Ambev (Segue Sua Vida)"                     | Zé Neto & Cristiano                                             |
| 14      | "Dependência"                                    | Theo & Gabriel (com participação de Jorge)                      |
| 15      | "Não Parei de Sofrer"                            | Gustavo Mioto                                                   |
| 16      | "Eu Topo"                                        | Sorriso Maroto                                                  |
| 17      | "Vou Ver e Te Aviso"                             | Pixote                                                          |
| 18      | "Coração de Isca"                                | Bruno & Marrone                                                 |
| 19      | "Me Adota"                                       | Sandro & Cícero (com participação de MC Mirella)                |
| 20      | "Pulei na Piscina"                               | Guilherme & Benuto                                              |
| 21      | "Trouxamente"                                    | João Gabriel (com participação de Humberto & Ronaldo)           |
| 22      | "Rita"                                           | Tierry                                                          |
| 23      | "Você Não Vale"                                  | Felipe Araújo                                                   |
| 24      | "Troca de Calçada"                               | Marília Mendonça                                                |
| 25      | "Foi Pá Pum"                                     | Simone & Simaria                                                |
| 26      | "O Tempo Não Espera Ninguém"                     | Michel Teló                                                     |
| 27      | "Era uma Vez"                                    | Thiaguinho                                                      |
| 28      | "Todo Mundo Menos Você"                          | Marília Mendonça (com participação de Maiara & Maraisa)         |
| 29      | "Vou Valendo"                                    | George Henrique & Rodrigo                                       |
| 30      | "Lance Individual"                               | Jorge & Mateus                                                  |
| 31      | "Tudo Indica"                                    | Marcos & Belutti (com participação de Jorge & Mateus)           |
| 32      | "Baby, Me Atende"                                | Matheus Fernandes (com participação de Dilsinho)                |
| 33      | "Melhor que Muita Gente"                         | Israel & Rodolffo                                               |
| 34      | "Chama Ela pra Mim"                              | Eduardo Costa                                                   |
| 35      | "Hackearam-Me"                                   | Tierry (com participação de Marília Mendonça)                   |
| 36      | "Expectativa x Realidade"                        | Matheus & Kauan                                                 |
| 37      | "É Problema"                                     | Matheus & Kauan                                                 |
| 38      | "Chega e Senta"                                  | John Amplificado                                                |
| 39      | "Paradigmas"                                     | Jorge & Mateus                                                  |
| 40      | "Estado Frágil"                                  | Marcos & Belutti (com participação de Dilsinho)                 |
| 41      | "Amando Individual"                              | Felipe Araújo (com participação de Gusttavo Lima)               |
| 42      | "Faz um Coração Aí"                              | Turma do Pagode                                                 |
| 43      | "Ele é Ele, Eu Sou Eu"                           | Wesley Safadão (com participação de Os Barões da Pisadinha)     |
| 44      | "Troca"                                          | Jorge & Mateus                                                  |
| 45      | "Café e Amor"                                    | Gusttavo Lima                                                   |
| 46      | "Quanto Tempo Faz"                               | Thiaguinho (com participação de Bruno Cardoso e Sorriso Maroto) |
| 47      | "Asas"                                           | Luan Santana                                                    |
| 48      | "Recairei"                                       | Os Barões da Pisadinha                                          |
| 49      | "Abstinência"                                    | Yasmin Santos                                                   |
| 50      | "Esquema Preferido"                              | Os Barões da Pisadinha                                          |
| 51      | "Investe em Mim"                                 | Jonas Esticado                                                  |
| 52      | "Espetinho"                                      | Gusttavo Lima                                                   |
| 53      | "1 Hora e Meia"                                  | Zezé Di Camargo & Luciano                                       |
| 54      | "Volta Marcada"                                  | Juan Marcus & Vinicius (com participação de Lauana Prado)       |
| 55      | "Playlist"                                       | Mumuzinho                                                       |
| 56      | "No Fim do Mundo"                                | Karinah (com participação de Belo)                              |
| 57      | "Porre"                                          | Dilsinho                                                        |
| 58      | "Romance Desapegado"                             | Conde do Forró (com participação de Japinha Conde)              |
| 59      | "De Menina pra Mulher"                           | Gusttavo Lima                                                   |
| 60      | "Sua Mãe Tá Nessa"                               | Lauana Prado                                                    |
| 61      | "Ainda Tô Aí"                                    | Eduardo Costa                                                   |
| 62      | "Tapão na Raba"                                  | Raí Saia Rodada                                                 |
| 63      | "No Llores Más"                                  | Simone & Simaria (com participação de Sebastián Yatra)          |
| 64      | "Pagando Mal com Mal"                            | Menos é Mais                                                    |
| 65      | "Girl from Rio"                                  | Anitta                                                          |
| 66      | "Alô, Ex-Amor"                                   | João Bosco & Gabriel                                            |
| 67      | "Leave the Door Open"                            | Silk Sonic (Bruno Mars e Anderson .Paak)                        |
| 68      | "Adorei"                                         | Menos é Mais                                                    |
| 69      | "Os Menino da Pecuária"                          | Leo & Raphael                                                   |
| 70      | "Só Tem Eu"                                      | Zé Felipe                                                       |
| 71      | "Watermelon Sugar"                               | Harry Styles                                                    |
| 72      | "Oi, Deus"                                       | Hugo & Guilherme                                                |
| 73      | "Vou Ter que Tomar Uma"                          | Zezé Di Camargo                                                 |
| 74      | "Curioso"                                        | Bruno César & Rodrigo Reys                                      |
| 75      | "Baldinho"                                       | Simone & Simaria                                                |
| 76      | "Nosso Flow"                                     | Sorriso Maroto                                                  |
| 77      | "Água nos Zói"                                   | Clayton & Romário (com participação de Jorge & Mateus)          |
| 78      | "Desejando Eu"                                   | Murilo Huff (com participação de Henrique & Juliano)            |
| 79      | "Passatempo"                                     | Wesley Safadão                                                  |
| 80      | "Não, Não Vou"                                   | Mari Fernandez                                                  |
| 81      | "Cansar Você"                                    | Luísa Sonza (com participação de Thiaguinho)                    |
| 82      | "Figurinha"                                      | Douglas & Vinicius (com participação de MC Bruninho)            |
| 83      | "Briga Feia"                                     | Henrique & Juliano                                              |
| 84      | "100 Likes"                                      | Sorriso Maroto (com participação de Belo)                       |
| 85      | "Fruto da Imaginação"                            | Solange Almeida (com participação de Bruno)                     |
| 86      | "Por Causa de Você"                              | Leo Chaves                                                      |
| 87      | "Basta Você Me Ligar"                            | Os Barões da Pisadinha (com participação de Xand Avião)         |
| 88      | "Acaso (Vai Ver que um Dia a Gente Se Encontra)" | Vitor Fernandes                                                 |
| 89      | "Tomara"                                         | Mumuzinho (com participação de Matheus & Kauan)                 |
| 90      | "Amor Falsificado"                               | Menos é Mais (com participação de Marília Mendonça)             |
| 91      | "Deprê"                                          | Marília Mendonça                                                |
| 92      | "Cabo de Guerra"                                 | Cleber & Cauan                                                  |
| 93      | "Save Your Tears"                                | The Weeknd                                                      |
| 94      | "Coração Cachorro"                               | Ávine Vinny (com participação de Matheus Fernandes)             |
| 95      | "Meu Pedaço de Pecado"                           | João Gomes                                                      |
| 96      | "Liberdade Provisória"                           | Henrique & Juliano                                              |
| 97      | "Levitating"                                     | Dua Lipa (com participação de DaBaby)                           |
| 98      | "Blinding Lights"                                | The Weeknd                                                      |
| 99      | "Arrependimento"                                 | João Neto & Frederico                                           |
| 100     | "Misturados"                                     | Dilsinho                                                        |